# Бурбонське герцогство
Бурбо́нське ге́рцогство (фр. Duché de Bourbon) — французьке піздньосередньовічне герцогство, що існувало в XIV—XVI століттях. Було разташоване між крупними феодальними володіннями — Бургундією та Аквітанією і знаходилось на перетині трьох великих мовних ареалів, що займали майже всю територію Франції — ойль (langue d'oïl), ок (langue d'oc) і провансальського.

## Історія

Бурбонські землі напередодні французької революції (1789)

Герцогство було утворене на основі Бурбонської сеньйорії, феодального володіння з центром у Бурбонському замку. У 1272 році Беатріс, сеньйора де Бурбон, вийшла заміж за Роберта Клермонського (1256—1318), наймолодшого сина короля Людовика IX, який і став засновником Бурбонського дому, з якого походить низка королів Франції, починаючи з Генріха IV Бурбонського.
У 1327 році король Карл IV Красивий, останній представник династії Капетингів, надав Бурбонській сеньйорії статус герцогства-перства.
У 1531 році у відповідь на зраду коннетабля Франції, герцога Карла III Бурбонського, король позбавив його родинних земель і Бурбонське герцогство було приєднано до домену короля Франції. Відтак Бурбонне стало провінцією з адміністративним центром у Мулені.
У 1790 році територія Бурбонне перетворена у французький департамент Альє, за винятком району Сент-Аман-Монтрон, що потрапив у департамент Шер (округ Сент-Аман-Монтрон).
Першим відомим сеньйором цих володінь з X століття є Адемар (або Аймар). Він купив Бурбонський замок (у наш час Бурбон-л'Аршамбо, отримав назву Аршамбо від однакового імені багатьох нащадків Адемара) і став засновником Першого Бурбонського дому.
Існування цього Бурбонського дому завершилося до 1200 року зі смертю сеньйора Аршамбо VII, спадкоємець якого загинув, залишивши після себе тільки дочку Маго. Маго стала власницею Бурбонської сеньйорії. Вона вийшла заміж 1196 року за сеньйора Дамп'єра Гі II, додавши таким чином сеньйорію Монлюсон до володінь сеньйорів Бурбонських, які до кінця XII століття досягли берегів річки Шер. Гі прийняв ім'я Бурбонський.
Другий Бурбонський дім (Бурбон-Дамп'єр) проіснував недовго. Його засновником у 1218 році став син Гі II Дамп'єрського і Маго де Бурбон, Аршамбо VIII. А їхній онук, Аршамбо IX, став другим і останнім представником цього дому, оскільки вирушив у хрестовий похід і загинув на острові Кіпр у 1249 році.
У 1272 році Беатріс, сеньйора де Бурбон, вийшла заміж за Роберта Французького (1256—1318), наймолодшого сина короля Людовика IX. Саме в цей період започатковано великий Третій Бурбонський дім, з якого вийшло безліч королів Франції, починаючи з Генріха IV Бурбонського.
Бурбони в усі періоди історії були відданими слугами престолу, до якого вони наблизилися внаслідок шлюбу з Робертом Французьким. Представники Бурбонського дому були радниками королів, у ранзі головного королівського скарбника, і навіть регентами та коннетаблями Франції. Для королівської влади було особливо цінним географічне положення володінь Бурбонів — між землями корони та герцогствами Аквітанією та Овернью. Такий альянс, разом зі шлюбом Беатріс де Бурбон та Роберта Французького, сприяв значному зростанню добробуту жителів Бурбонні.
У 1327 році Бурбонська сеньйорія, зведена в статус герцогства-перства королем Карлом IV Красивим, останнім представником династії Капетингів, стала Бурбонським герцогством.
У 1531 році Бурбонське герцогство приєднали до земель корони Франції у відповідь на зраду коннетабля Карла III Бурбонського. Після цього Бурбонне перетворилось на французьку провінцію з адміністративним центром у Мулені.
У 1790 році під час Французької революції королівські провінції були скасовані і територія Бурбонне була перетворена в департамент Альє, за винятком району Сен-Амандуа.
Після утворення в 1982 році адміністративно-територіальних регіонів Франції землі Бурбонне увійшли до складу регіону Овернь.

## Герцоги Бурбонські

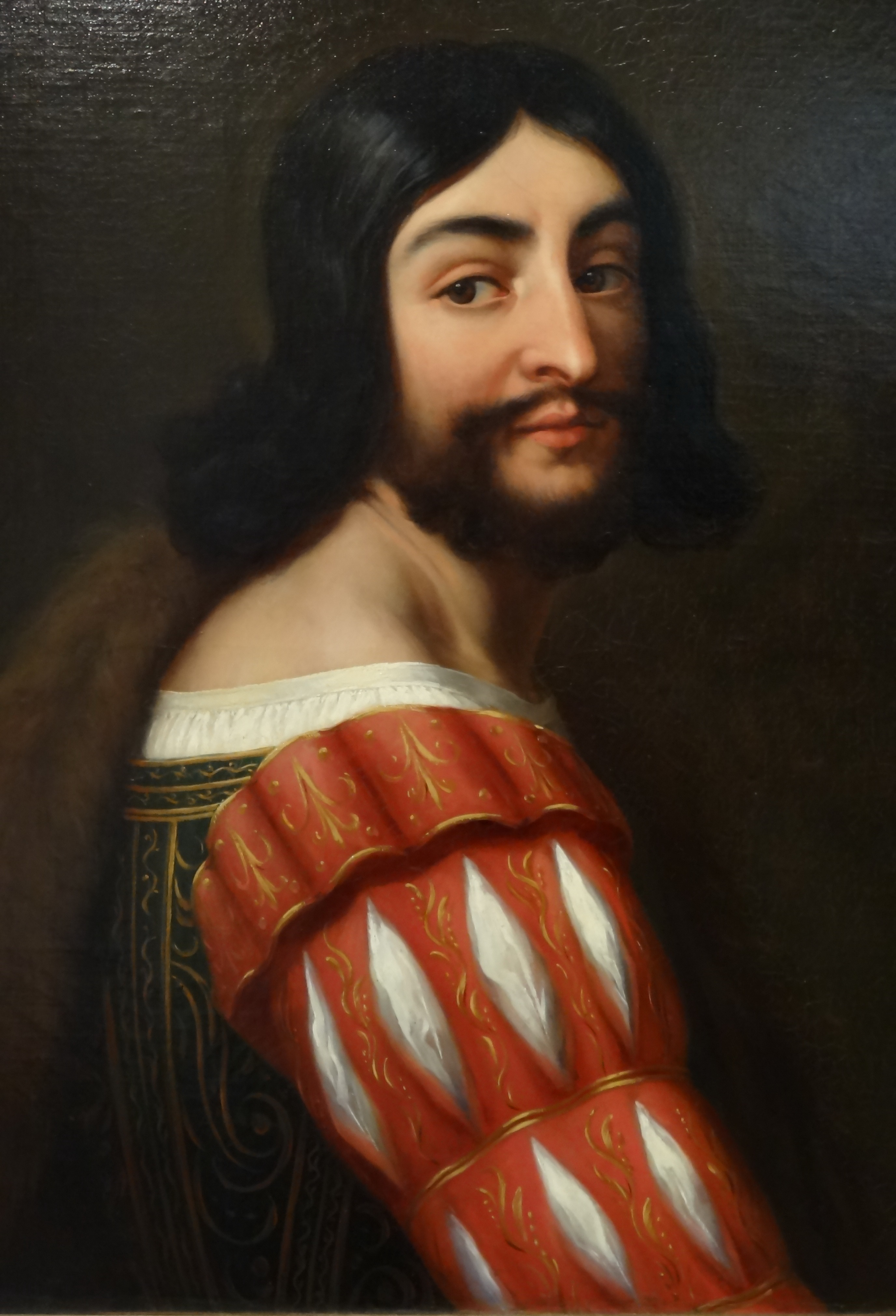
Людовик, 1-й герцог де Бурбон (1280—1341). Портрет на замовлення короля Луї-Філіппа (1836)

- Людовик I (1280—1342), прозваний «Кульгавим», був сином Роберта Французького. Він став першим герцогом де Бурбоном. Також він мав титули графа де Клермон (Клермон-ан-Бовезі) та графа де Ла Марш. У 1310 році він узяв за дружину Марію д'Авен (бл. 1280—1354).

- П'єр I (1311—1356) був старшим сином і спадкоємцем Людовика I. У 1337 році він узяв за дружину Ізабеллу де Валуа.
- Людовик II (1337—1410), прозваний «Добрим герцогом», був сином П'єра I. Він повернувся з Англії, де з 1366 перебував як заручник. Відвоювавши своє герцогство в англійців, він реконструював та розширив замок де Мулен. Після цього він розширив свої володіння, об'єднавши довкола Бурбонні безліч сусідніх земель. У 1371 році він узяв за дружину Анну Овернську (1358—1417), графиню де Форе. Він погодився, щоб Овернське герцогство (не плутати з Овернським дофінатом) повернулося до складу королівських володінь, в умовах відсутності спадкоємця чоловічої статі. Саме він оголосив Мулен головним містом герцогства у 1379 році.
- Жан I (1381—1434) був сином Людовика II. У 1400 він одружився з Марією де Беррі (1367—1434), герцогині Оверні і графині де Монпансьє. Він був узятий у полон у битві при Азенкурі і помер у Лондоні у 1434 році. Похований у Сувінні.
- Карл I (1401—1456), син Жана I, одружився 1423 року з Агнес Бургундською (1407—1476), донькою герцога Бургундського Жана I Безстрашного.
- Жан II (1426—1488), син Карла I, одружився в 1447 на Жанні де Валуа (1435—1482), дочки короля Франції Карла VII. Загалом у нього було три шлюби. Після його смерті в 1488 і наступного зречення від спадщини його брата Карла II (1434—1488), кардинала і архієпископа Ліона, у спадок вступив їх молодший брат, П'єр де Бурбон.
- П'єр II (1438—1503), сеньйор де Боже, став 1488 року герцогом де Бурбон і герцогом Оверні. У 1473 році він узяв за дружину Анну Французьку, дочку короля Людовика XI, віконтесу де Туар, більш відому під ім'ям Анна де Боже. У них було дві дитини — Шарль (1476—1498) та Сюзанна (1491—1521). Після смерті короля Людовика XI у 1483 році вона стала регентшею Франції за свого молодшого брата, неповнолітнього короля Карла VIII. П'єр II пережив свого сина Шарля і помер 1503 року не залишивши чоловічого потомства, герцогство мало повернутися в королівський домен. Проте, Анна Французька змогла домогтися відмови короля. Її дочка, Сюзанна, герцогиня де Бурбон і Оверні (1503), графиня де Клермон, де Ла Марш, де Форе і де Гієнь вийшла в 1505 в Мулені заміж за свого кузена Карла Бурбонського, який стане герцогом Карлом III де Бурбон. Карл III (1490—1527), прозваний «Коннетаблем Бурбоном», став 8-м і останнім герцогом де Бурбон, перед приєднанням земель Бурбонне до королівського домену в 1527 році. Граф де Монпансьє з 1501 року він став герцогом де Бурбон і герцогом Оверні в 1505 році, внаслідок свого шлюбу з Сюзанною де Бурбон.

## Династична криза

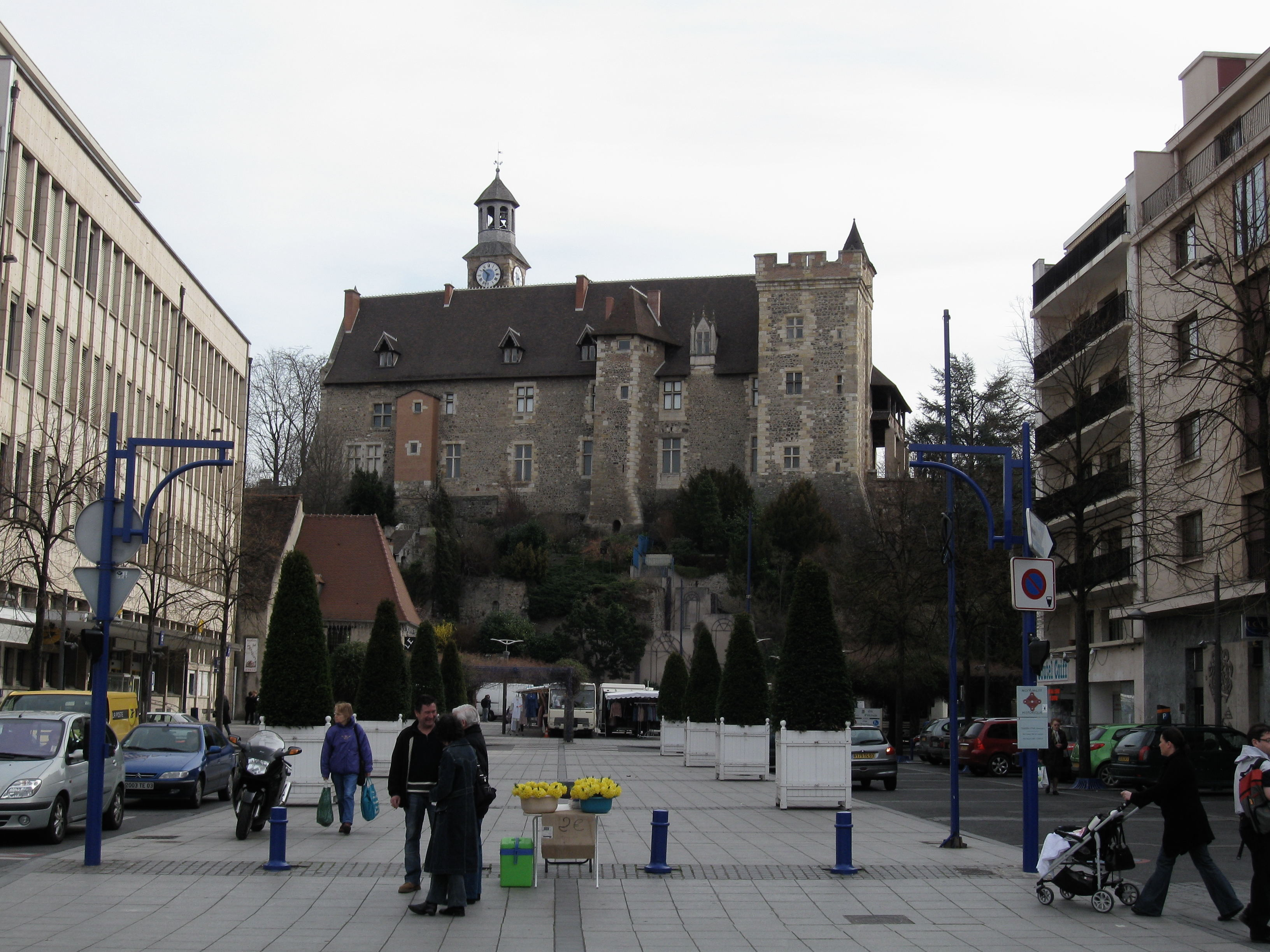
Замок герцогів Бурбонських

Французька монархія неодноразово допускала збереження Бурбонами своїх володінь за відсутності прямих спадкоємців чоловічої статі. Жан II, 6-й герцог Бурбонський, який помер, не залишивши спадкоємця, забезпечив передачу своїх прав у повному обсязі своїм двом братам, спочатку Карлу, а потім П'єру. Останній також домігся права передати свої володіння своїй дочці, Сюзанні. На початку XVI століття нова серія домовленостей між різними гілками дому Бурбонів і французькою короною дозволила зробити Сюзанну та її чоловіка Карла де Монпансьє, майбутнього коннетабля Франції, спадкоємцями всіх володінь дому Бурбонів. Карл був призначений, після смерті П'єра II, співспадкоємцем разом зі своєю дружиною і міг після її смерті вступити в права наслідування у разі відсутності в неї потомства. Сюзанна зробила додаткову спробу захистити володіння дому Бурбонів, вказавши Карла III у своєму заповіті як єдиного спадкоємця.
Однак після смерті Сюзанни в 1521 році права спадкування були оскаржені. Виникло два питання. По-перше, було необхідно домогтися того, щоб угоди між Бурбонами-Боже та Бурбонами-Монпансьє з одного боку, і французькою короною в особі Людовика XII з другого боку, були визнані наступником Людовика Франциском I. По-друге, на випадок можливого повернення володінь у королівський домен, було необхідно встановити критерії різниці між землями, що перебували в апанажі герцогів, і землями, що становили їхні родові маєтки. До цих питань, які стосувалися виключно права передачі володінь Бурбонів, головним чином їх апанажів, додалася проблема спадкоємця. Мати короля Франциска I, Луїза Савойська, розпочала судовий процес проти коннетабля в Паризькому парламенті з метою призначити себе спадкоємицею володінь дому Бурбонів на підставі ближчого споріднення з покійною. Але, зрештою, саме зрада коннетабля стала остаточною причиною конфіскації всіх володінь Бурбонів, апанажів і родових маєтків — Карл III Бурбонський був позбавлений усіх титулів за зраду та образу величності. Тільки зведене в герцогство графство Монпансьє в 1539 році повернули його сестрі Луїзі де Монпансьє, матері Людовика I де Монпасьє.

## Геральдика

Перший геральдичний щит сеньйорів де Бурбон
Початковий герб Бурбонського герцогства
Сучасний герб Бурбонського герцогства

## Мови в герцогстві
Бурбонське герцогство розташовувалося на перетині трьох великих лінгвістичних ареалів, що займали майже всю територію Франції — ойль, ок і франко-провансальський.
- Мова ойль, згодом французька мова, у вигляді діалекту використовувалася на двох третинах північної частини герцогства, вище за лінію Монлюсон — Сен-Пурсен — Лапаліс. Цим діалектом також говорять в окрузі Сент-Аман-Монтрон департаменту Шер (який раніше входив до складу герцогства Бурбон). Діалект походить з «Бурбонського трикутника», який утворюють Мулен, Бурбон-л'Аршамбо та Сувінні.
- Мова у вигляді овернського діалекту використовувалася у південній третині герцогства.
- На південному сході, в бурбонських горах, сильний вплив на окситанську мову справила франкопровансальська мова.

Поняття «бурбонський діалект» є неоднозначним. Однаково воно може означати діалект окситанського (іноді званого «ок бурбонне») і бурбонський діалект французького («ойль бурбонне»). Проте це поняття частіше використовується для позначення ойльського прислівника.